# صندوق مشاركة ريت
صندوق مشاركة ريت هو صندوق استثمار عقاري متداول يهدف إلى الاستثمار في العقارات متوافق مع ضوابط الشريعة الإسلامية ولديه هيئة شرعية تعمل على بمراجعة شروط وأحكام الصندوق وجميع انشطته وتوافقها مع المعايير الشرعية والموافقة عليها.

## الهيئة الشرعية
يوجد هيئة شرعية تقوم بمراجعة شروط وأحكام الصندوق وجميع انشطته وتوافقها مع المعايير الشرعية والموافقة عليها

## مدير الصندوق
شركة مشاركة المالية

## مقيمي الصندوق
- شركة ري ماكس العقارية
- شركة اولات للتنمية المحدودة
- مكتب سالم الحربي للتقييم العقاري
- مكتب عبد الكريم البصير للتقييم العقاري

## أمين الحفظ
شركة الإنماء للإستثمار

## وصلات خارجية
- مشاركة ريت حقائق وأرقام